# Trung đoàn Bộ binh 1
Trung đoàn Bộ binh 1 hay Trung đoàn Gia Định là một đơn vị quân sự cấp Trung đoàn trực thuộc Bộ Tư lệnh Thành phố Hồ Chí Minh, Quân đội nhân dân Việt Nam.

## Ra đời
Trung đoàn Gia Định được thành lập ngày 30 tháng 5 năm 1959 tại xã An Nhơn Tây, huyện Củ Chi trước yêu cầu, nhiệm vụ hỗ trợ phong trào đấu tranh chính trị của quần chúng, bảo vệ căn cứ địa cách mạng và Khu ủy Sài Gòn - Gia Định. Đơn vị đầu tiên của trung đoàn là Tiểu đội bảo vệ Y4 – Khu ủy Sài Gòn – Gia Định, sau chuyển C13. Nhằm đáp ứng yêu cầu nhiệm vụ, Khu 7 và Khu ủy Sài Gòn - Gia Định quyết định phát triển C13 lên thành K17 (1962), Đoàn Quyết Thắng (1963), Tiểu đoàn Quyết Thắng (1965), Trung đoàn Gia Định 1 (1968). Ngày 1/4/1975, đơn vị chính thức mang tên Trung đoàn Gia Định. Đây là đơn vị chủ lực đầu tiên của Sài Gòn -Gia Định trong cuộc kháng chiến chống Mỹ.

## Hoạt động
Trong Chiến tranh Việt Nam, với tên gọi tiểu đoàn 1 Quyết Thắng đã lập nên những chiến thắng gắn liền với các địa danh của thành phố Sài Gòn – Gia Định như Bàu Lách, An Nhơn, Ba Sòng, Phú Hòa Đông, Suối Cụt, Dân Hàn, Gò Nổi. Điển hình là trận Bàu Lách (9-5-1965) - trận đánh lịch sử, bởi lần đầu tiên trên chiến trường Bắc Gia Định, một tiểu đoàn QGP đánh thắng một trung đoàn VNCH; đẩy lùi chiến dịch Grimp (1-1966); chiến thắng Gò Nổi (25-2-1966) với lối đánh "nở hoa trong lòng địch" làm mất tác dụng của hệ thống bom pháo hiện đại của Hoa Kỳ; chiến thắng Suối Cụt (23-7-1966) tiêu diệt và loại khỏi vòng chiến đấu 1 tiểu đoàn biệt kích Hoa Kỳ; phối hợp dân quân Củ Chi và các đơn vị khác đánh bại Chiến dịch Cedar Falls (1-1967) và Chiến dịch Junction City (2-5-1967) làm thất bại ý đồ bẻ gãy xương sống quân chủ lực miền Đông Nam Bộ.
Trong chiến dịch Tết Mậu Thân 1968, lần đầu tiên đơn vị được phát triển thành quy mô cấp trung đoàn, với 3 tiểu đoàn chủ công: Tiểu đoàn 1 Quyết Thắng, Tiểu đoàn 2 Gò Môn, Tiểu đoàn 3 Dĩ An - hợp thành trung đoàn Gia Định số 1 tuy nhiên chưa có tổ chức trung đoàn bộ mà vẫn thuộc bộ chỉ huy tiền phương chiến dịch. 3 tiểu đoàn còn lại gồm Tiểu đoàn 4 Thủ Đức, Tiểu đoàn 5 Nhà Bè, Tiểu đoàn 6 Bình Tân hợp thành trung đoàn gia định số 2.
Đơn vị cấp trung đoàn phối hợp với quân chủ lực của các sư đoàn Miền tấn công vào thành phố SG trong suốt đợt 1 và đầu đợt 2 chiến dịch. Do chiến sự kéo dài, thương vong cao, phần lớn các đơn vị của đoàn Gia Định bị xóa sổ, những đơn vị còn bám trụ ở vòng ngoài được bổ sung quân tạm thời và rút về các vùng ven để dưỡng quân.
Sau năm 1969, khi tập hợp đủ những người sống sót quay về đơn vị, 3 tiểu đoàn được củng cố lại rồi phân tán về bảo vệ các căn cứ của QGP. Đầu năm 1975, bộ tư lệnh quân khu SG-GĐ tái lập lại 2 trung đoàn như cũ và phối thuộc cho quân đoàn 3.
Trong chiến dịch Hồ Chí Minh, Trung đoàn là mũi nhọn phối thuộc quân đoàn 3 đột phá đánh chiếm các mục tiêu quan trọng ở cửa ngõ Tây, Tây Bắc Sài Gòn, đồng thời tạo điều kiện thuận lợi cho các đơn vị chủ lực trên các hướng Tây Bắc tiến vào thành phố. Kết thúc chiến tranh, 2 trung đoàn giảm quy mô còn 1 và trực thuộc bộ tư lệnh SG-GĐ.
Từ tháng 9/1977 đến tháng 1/1979, Trung đoàn Gia Định đã tham gia hàng trăm trận đánh lớn nhỏ bảo vệ biên giới Tây Nam. Trong làm nhiệm vụ quốc tế ở Campuchia, Trung đoàn đã thành nhiệm vụ chiến đấu cùng Quân tình nguyện Việt Nam tiêu diệt Khmer Đỏ với phiên hiệu Trung đoàn 742, Mặt trận 779.
Tháng 10/1989, trung đoàn trở về nước, bước vào thời kỳ củng cố, ổn định tổ chức biên chế, huấn luyện và xây dựng đơn vị theo hướng chính quy, hiện đại. Từ đó, Trung đoàn thực hiện nhiệm vụ huấn luyện, sẵn sàng chiến đấu hai cấp cho Quân khu 7 và Thành phố Hồ Chí Minh.

## Thành tích
- Ngày 29 tháng 01 năm 1996, Trung đoàn đón nhận Danh hiệu Anh hùng lực lượng vũ trang nhân dân.
- Năm 2019, Trung đoàn Gia Định đã đón nhận Huân chương Bảo vệ Tổ quốc hạng Ba của Chủ tịch nước tặng thưởng; đón nhận Thư khen của Bộ trưởng Bộ Quốc phòng và Cờ truyền thống của UBND TPHCM.[4]